# Enceinte romaine d'Aoste

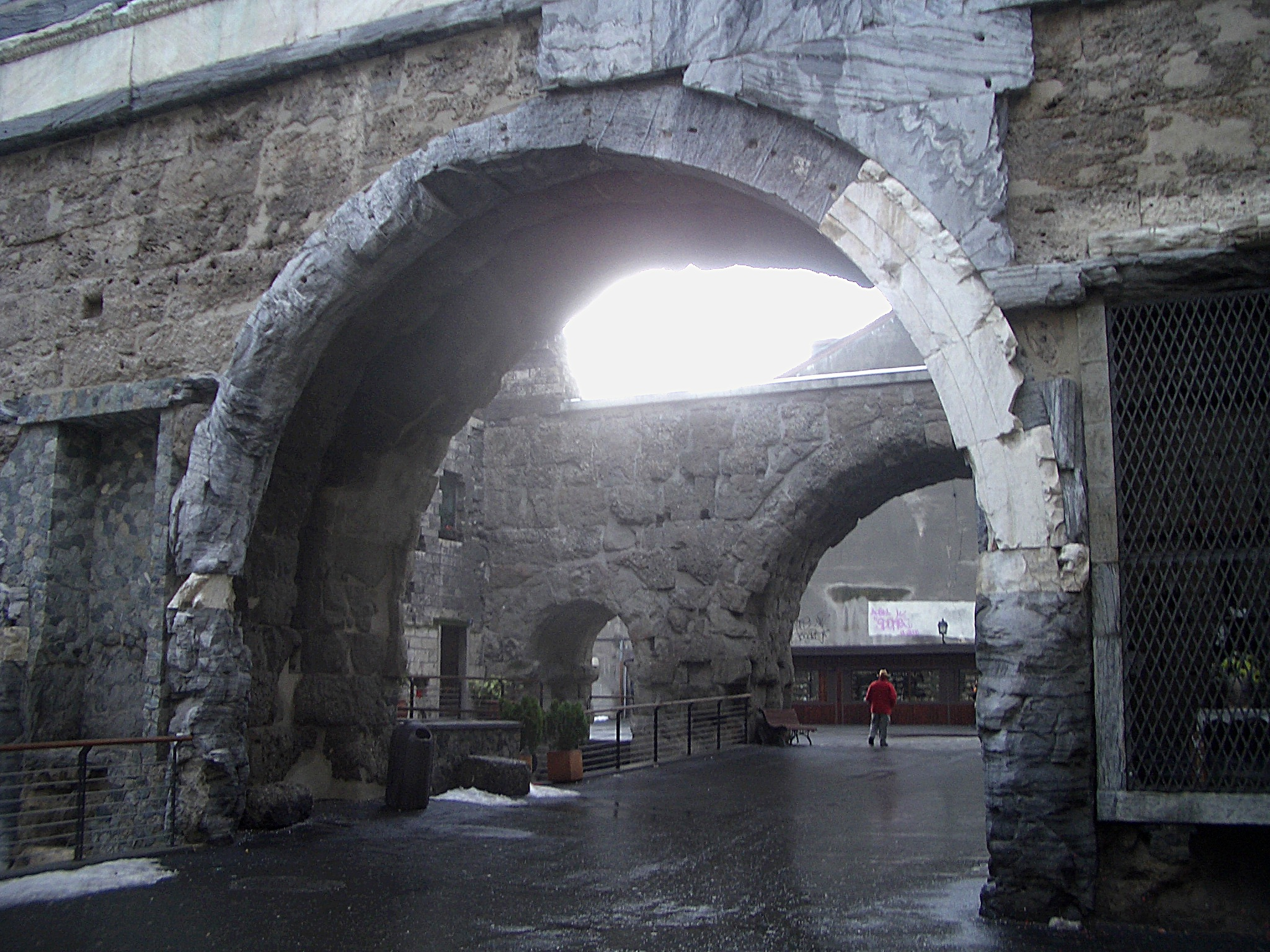
La Porte prétorienne

 (décembre 2023).
Si vous disposez d'ouvrages ou d'articles de référence ou si vous connaissez des sites web de qualité traitant du thème abordé ici, merci de compléter l'article en donnant les références utiles à sa vérifiabilité et en les liant à la section « Notes et références ».
L'Enceinte romaine et les tours d'Aoste remontent à l'époque romaine. Certaines tours ont été édifiées ensuite. 

## L'enceinte
L'enceinte originale qui protégeait la ville de Augusta Prætoria Salassorum est parvenue presque intacte jusqu'à nos jours. Le rectangle mesurait en total 727,50 mètres (côté long) et 574 mètres (côté court). Sur le côté oriental se trouve la Porte prétorienne, tandis que sur les côtés occidental, septentrional et méridional sont situées respectivement la Porta decumana, la Porta principalis sinistra et la Porta principalis dextra. Entre les deux premières portes s'étendait le Decumanus maximus, entre les deux dernières le Cardo maximus. 
Les murs sont constitués de mortier et de ciment avec des galets de fleuve et mesurent environ 2 mètres à la base. L'enceinte originale mesurait 6 mètres et demi de haut et était renforcée par des contreforts.

## Les tours
Des tours à deux étages avaient été érigées à des intervalles réguliers le long de l'enceinte pour contrôler et défendre la ville et le territoire environnant, en tant que dernier avant-poste cisalpin. À l'origine elles étaient sans doute au nombre de vingt. Au cours des siècles, l'action d'érosion exercée par les agents atmosphériques et les remaniements successifs ont modifié, parfois radicalement, leur aspect original. 

### Tour du Bailliage
Cette tour, située à l'extrémité nord-orientale de l'enceinte, a été remaniée au XIIe siècle par la famille noble locale De Palais. Comme souvent se passait à l'époque, la tour a été surélevée en utilisant des galets prélevés directement de l'enceinte romaine. Au XVe siècle, la tour devient le siège du bailliage, du tribunal et de la prison de la cité. La structure est élargie ensuite avec des nouveaux bâtiments sur le côté nord et nord-ouest entre le XVe et le début du XVIe siècle. Les représentants des pouvoirs locaux sont transférés ailleurs en 1626, et la tour devient la prison d'Aoste jusqu'en 1984, quand elle est fermée pour être restaurée. Les travaux se poursuivent jusqu'en 2013, dans la perspective de devenir le siège de l'Institut musical de la Vallée d'Aoste.

### Tour Fromage
Cette tour, appartenant autrefois à la famille Du Fromage (ou Casei, en latin), fut érigée au XIIe siècle sur le côté oriental de l'enceinte, tout près du théâtre romain. Au cours des siècles, elle a été plusieurs fois remaniée. En 1549, ici se tint un déjeuner officiel en honneur de Ferdinand Ier de Gonzague, gouverneur de Milan, en mission en Vallée d'Aoste pour Charles Quint. À partir de 1975 la tour est un siège d'expositions. 

### Tour du Pailleron
C'est l'une des tours aostoises ayant presque maintenu leur forme originale. Son nom est dû justement au fait qu'elle fut utilisée longtemps comme grenier. En raison de sa position, près du jardin public et de la gare d'Aoste (inaugurés en 1886), un projet fut envisagé pour la transformer en un musée de pièces romaines. La tour fut endommagée par un incendie en 1894, l'architecte portugais Alfredo d'Andrade s'occupa ensuite de sa restauration, mais l'idée du musée fut exclue.

### Tour Bramafam
Cette tour est située à l'endroit où se trouvait autrefois la Porta principalis dextera, au cours des siècles elle a été utilisée pour de nombreux usages : tribunal, entrepôt pour le charbon, grenier. De cette dernière fonction paraît dériver son nom, puisque Bramé la fam en patois valdôtain signifie crier la faim, ce que la population aostoise fit lors d'une famine. Le château de Bramafam changea plusieurs fois de propriétaire au cours des siècles, et vers la fin du XIXe siècle il fut restauré. Les fouilles permirent de découvrir beaucoup de pièces d'époque romaine. 

### Tour du Lépreux
Tour d'époque romaine, elle était autrefois appelée Friour, du nom de la famille qui l'habita entre le XIe et le XVe siècle. L'échelle à spirale conduit au troisième étage, qui fut ajouté à la structure originale au XVe siècle. L'histoire de cette tour est très curieuse : elle fut abandonnée et son nom de Friour devint Frayeur. Le nom actuel est lié à Pierre-Bernard Guasco, originaire d'Oneille (quartier historique de la ville ligure d'Imperia), le protagoniste du récit Le lépreux de la cité d'Aoste de Xavier de Maistre, qui y fut enfermé de 1773 à 1803 pour éviter de contaminer les autres citoyens. La tour fut ensuite utilisée comme refuge pour les malades du choléra, et puis comme observatoire météorologique. Vers la fin du XIXe siècle elle fut restaurée avec des subventions nationales, aujourd'hui elle appartient à la région autonome Vallée d'Aoste, qui en a fait un siège d'expositions.

### Tourneuve
Aujourd'hui on ne voit qu'une partie de la forteresse dont la Tourneuve faisait partie, qui a été complètement détruite. La tour même avait été bâtie sur une tour romaine préexistante dont des traces ont été retrouvées dans les fondations.

### Tour des seigneurs de la Porte Saint-Ours
La tour des seigneurs de la Porte Saint-Ours (en latin vulgaire, de la Porta Sancti Ursi) a été bâtie au Moyen Âge sur les ruines de la Porte prétorienne. Les nobles de la Porte Saint-Ours, qui comptaient parmi leurs membres des évêques d'Aoste, de Genève et un bienheureux, y ont habité jusqu'en 1185, lorsqu'ils aménagent au château de Quart. Par la suite, ils seront dénommés Seigneurs de Quart. L'entrée se situait autrefois sur le côté sud de l'édifice, vu qu'à l'époque d'autres édifices se occupaient le côté nord. Sous l'une des arcades se trouvait le four du quartier. Les merlons antiques sont aujourd'hui couverts sous un toit, tandis que les embrasures et une fenêtre à croisillons sur le côté ouest sont encore bien visibles. Elle est connue aussi comme Tour de l'insinuation à partir de 1830, lorsqu'elle a accueilli les archives.

## Autres tours
- Tour des seigneurs de Quart

D'autres tours étaient présentes sur l'enceinte, elles ont disparu au cours des siècles :
- Tour Perthuis,
- Tour de la Poterne,
- Tour de Porte,
- Tour Foldachi,
- Tour Malherbes,
- Tour du Plot,
- Tour d'Avise,
- Tour Plouves,
- Tour de Roche Copeise.

## Galerie de photos

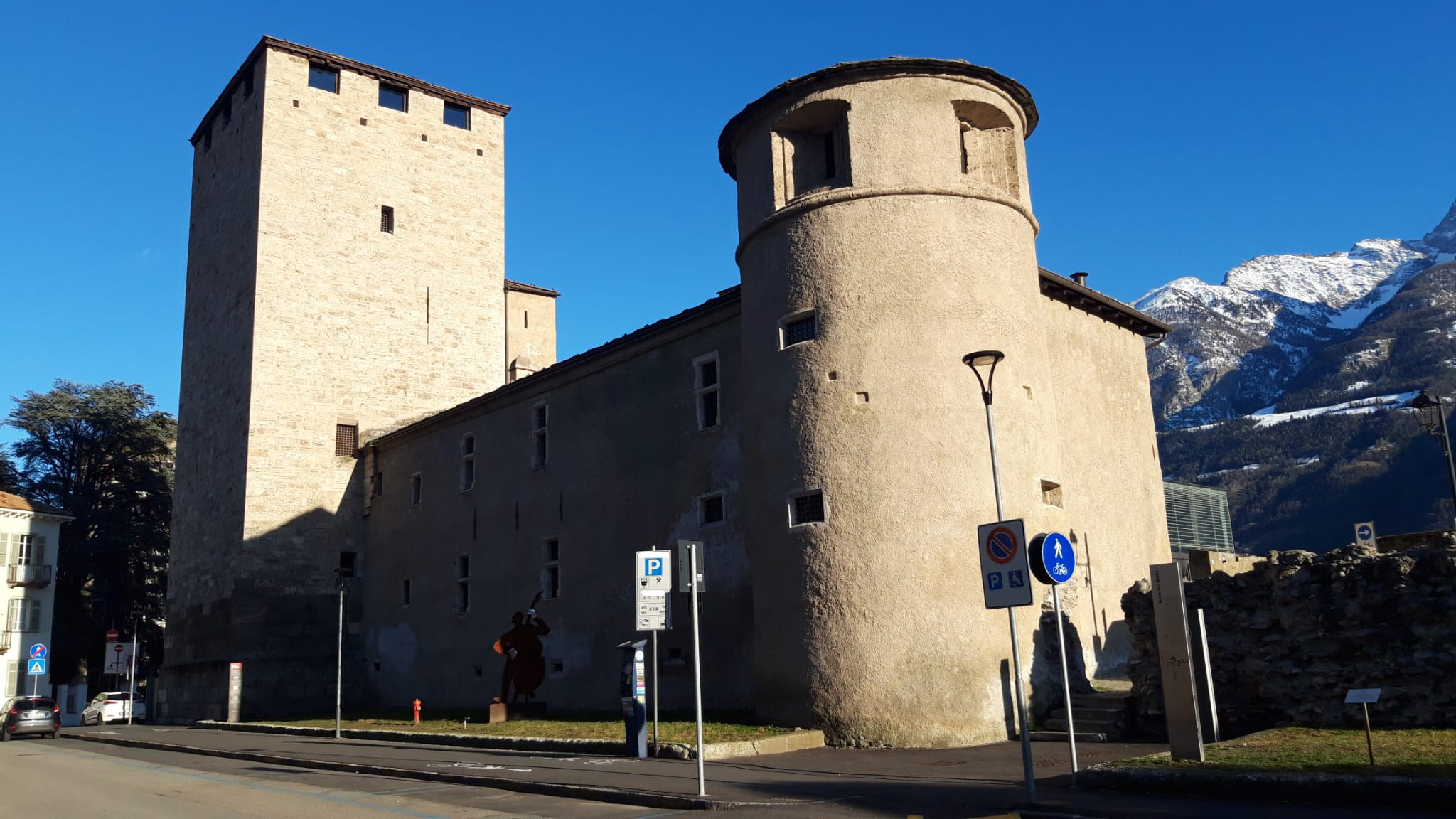
La tour du bailliage.
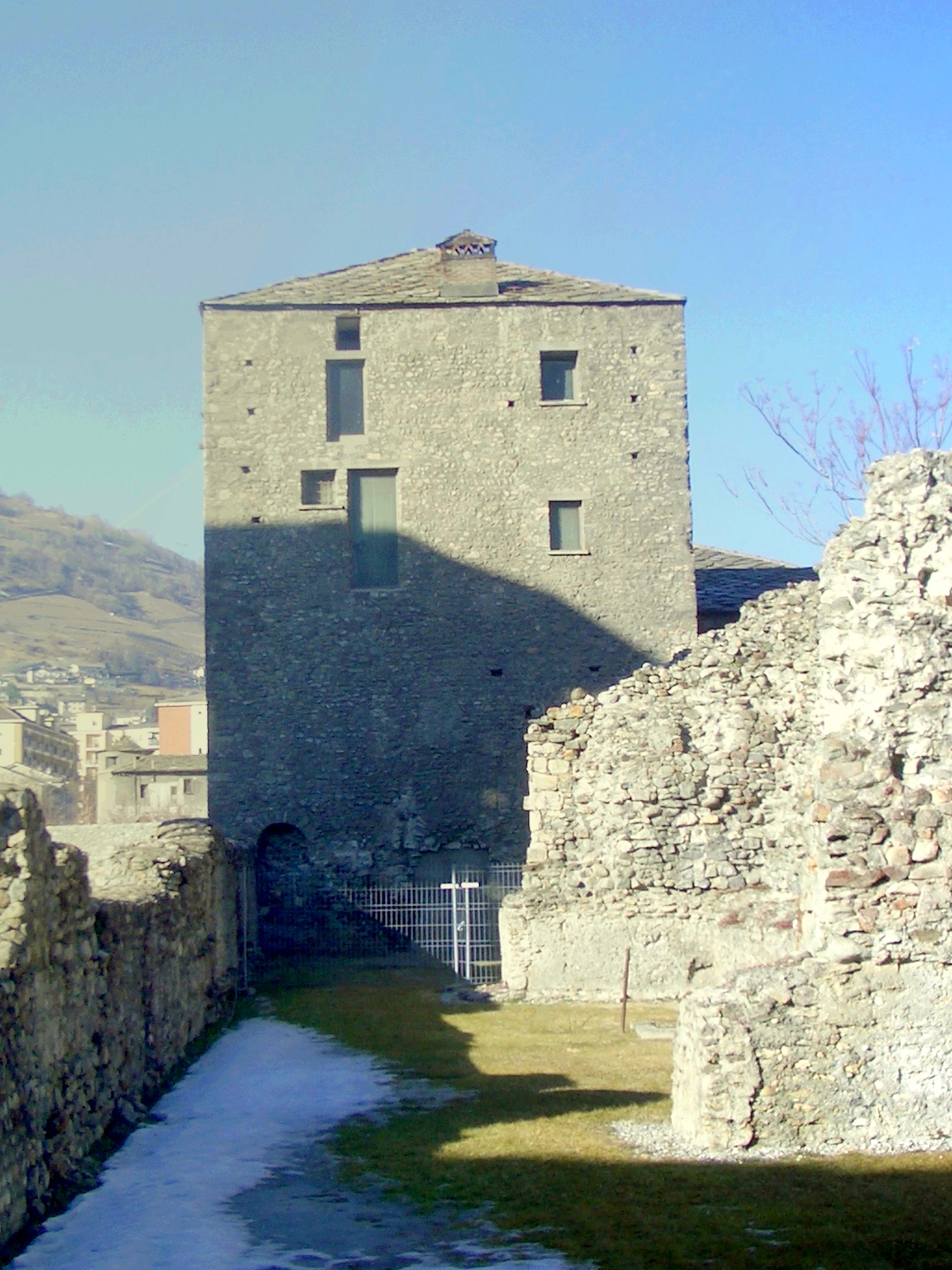
La tour Fromage.
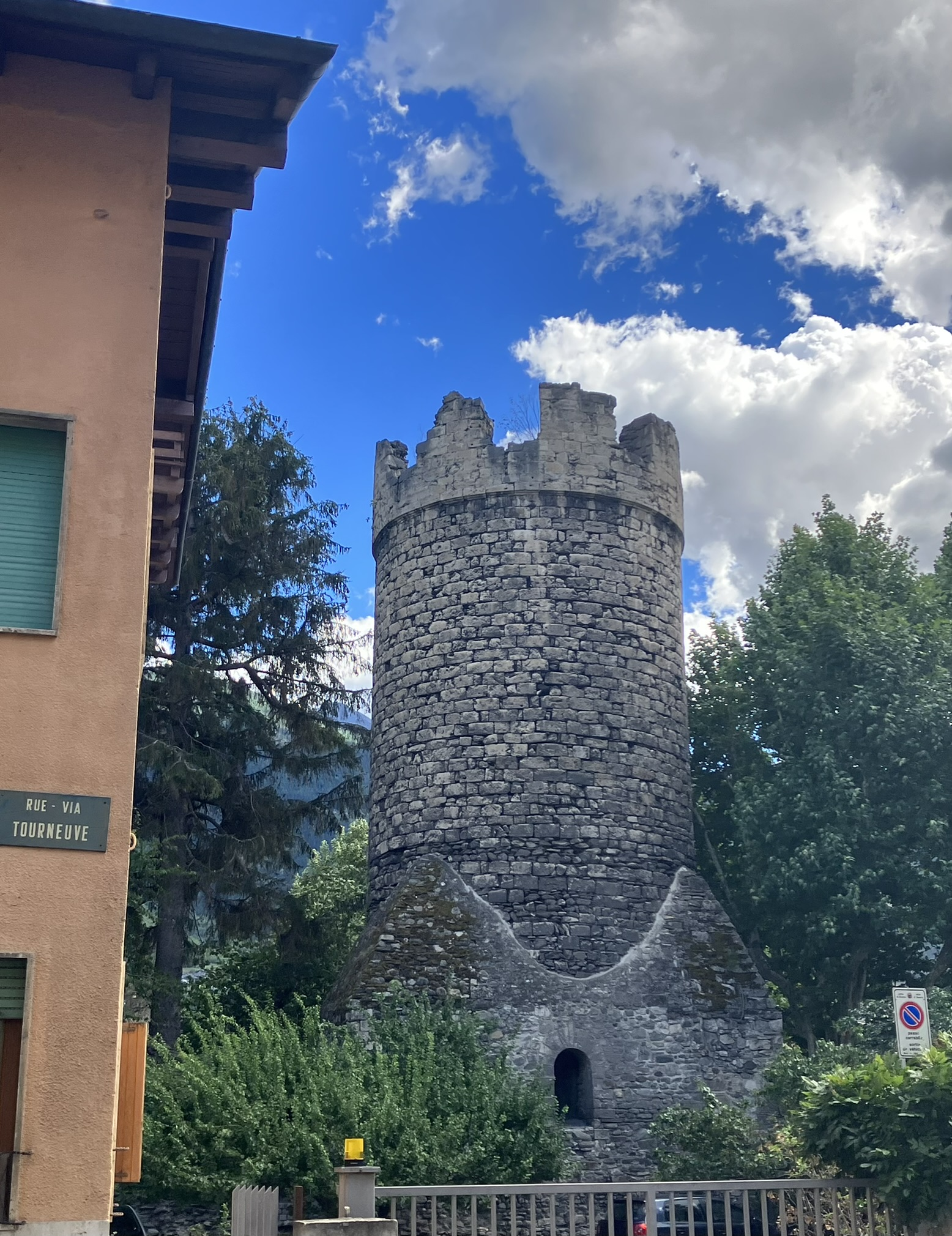
La Tourneuve.
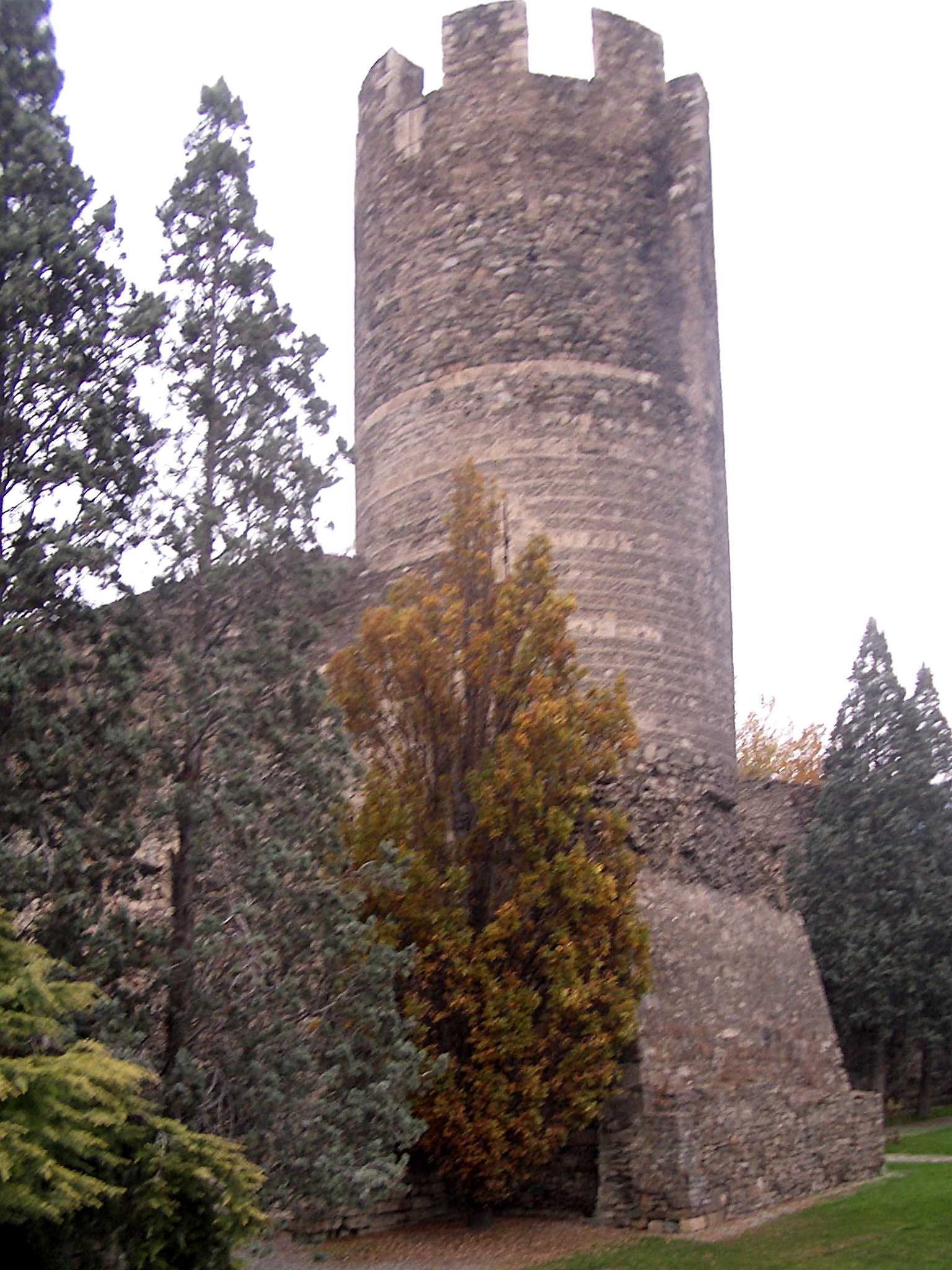
La tour Bramafam.
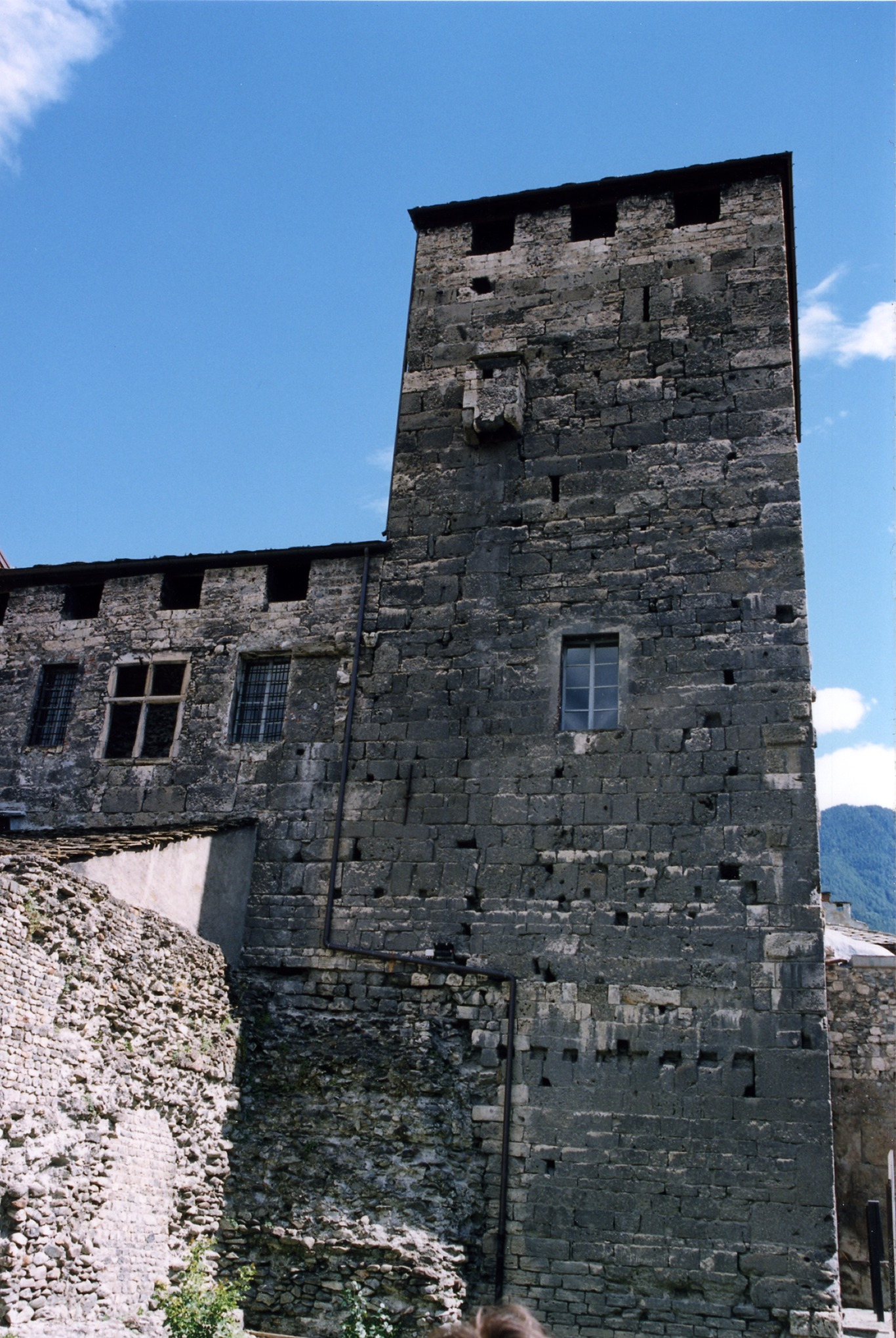
La tour des seigneurs de la Porte Saint-Ours (Seigneurs de Quart).
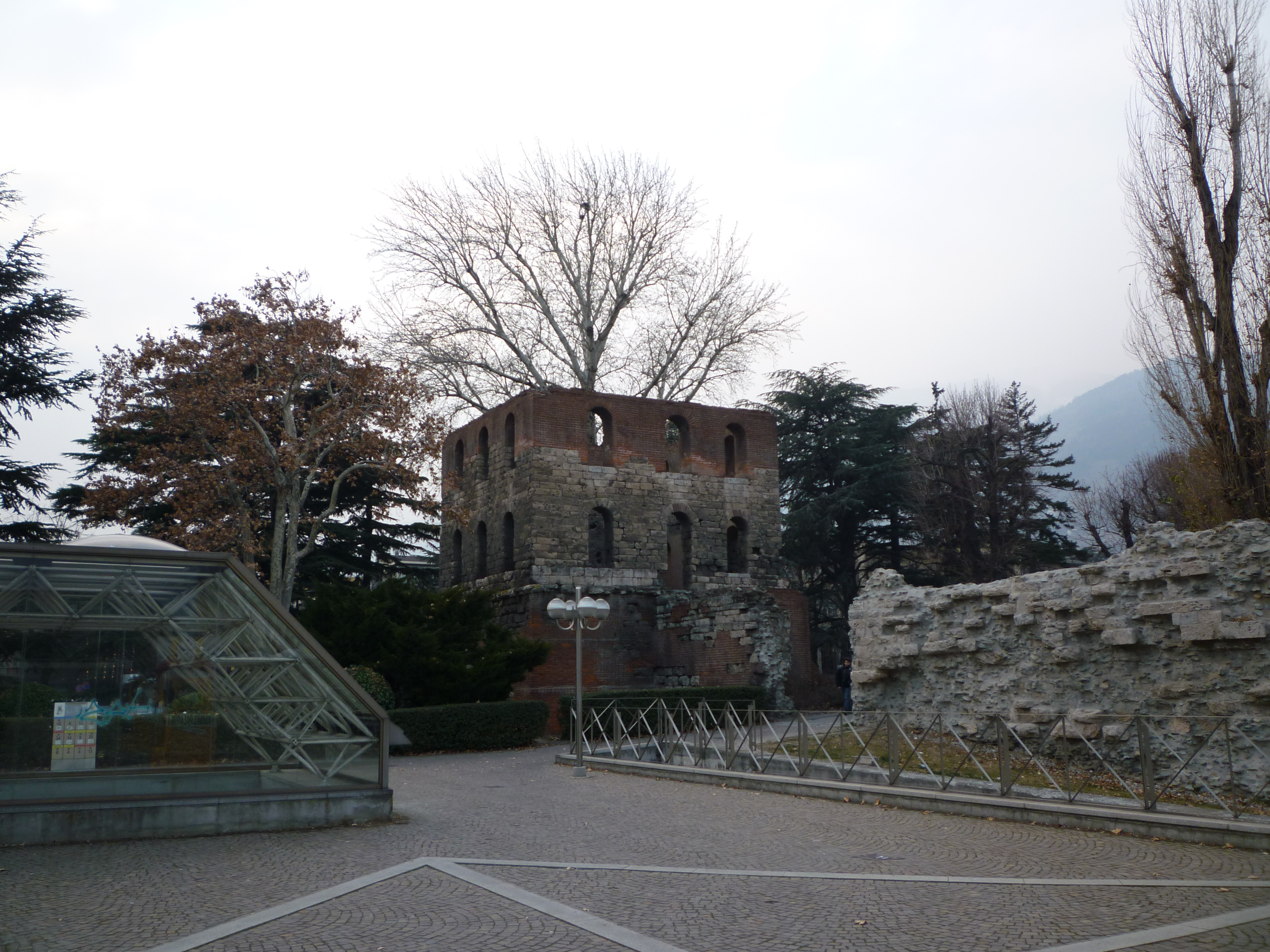
La tour du Pailleron.
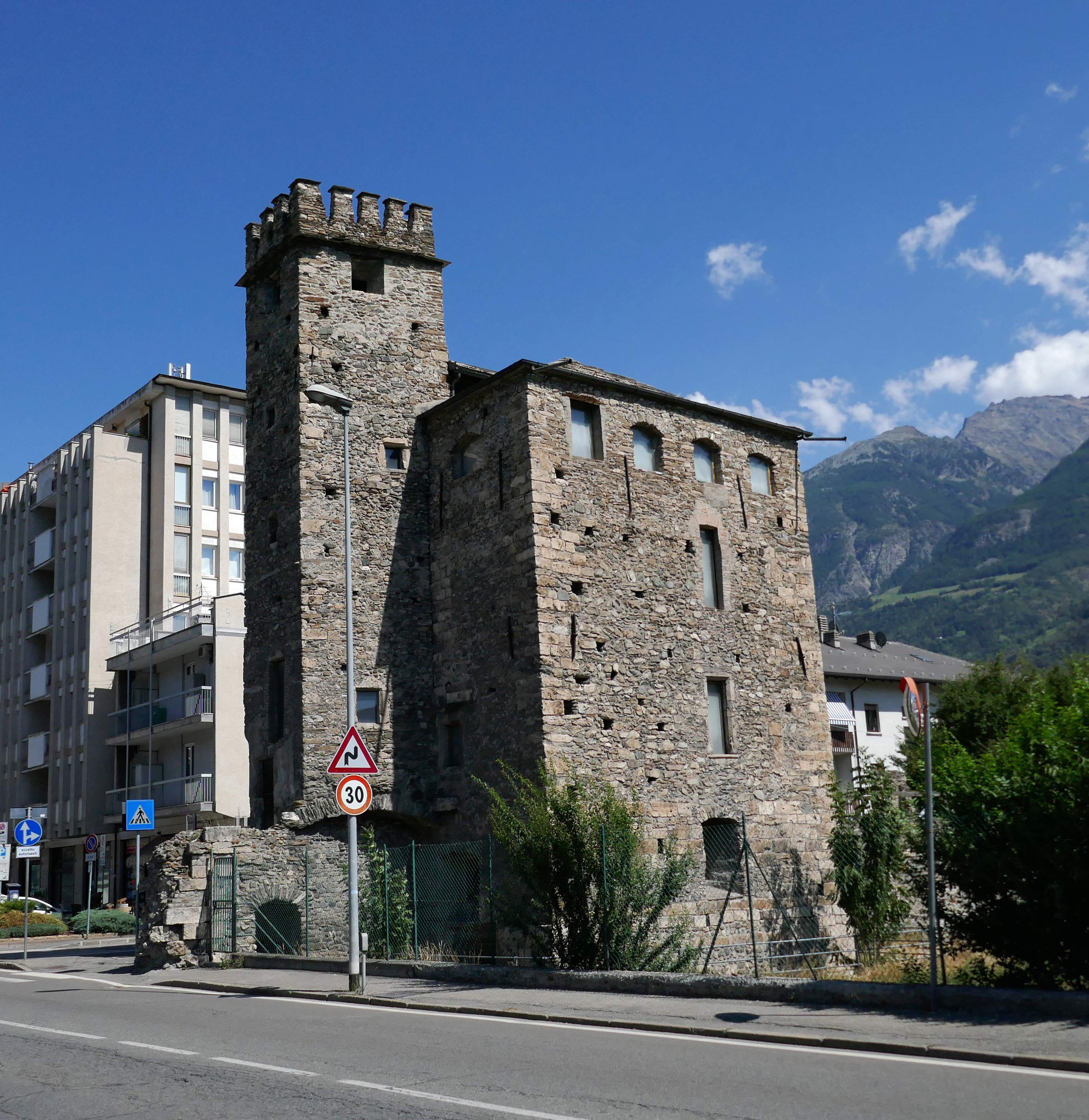
La tour du lépreux.
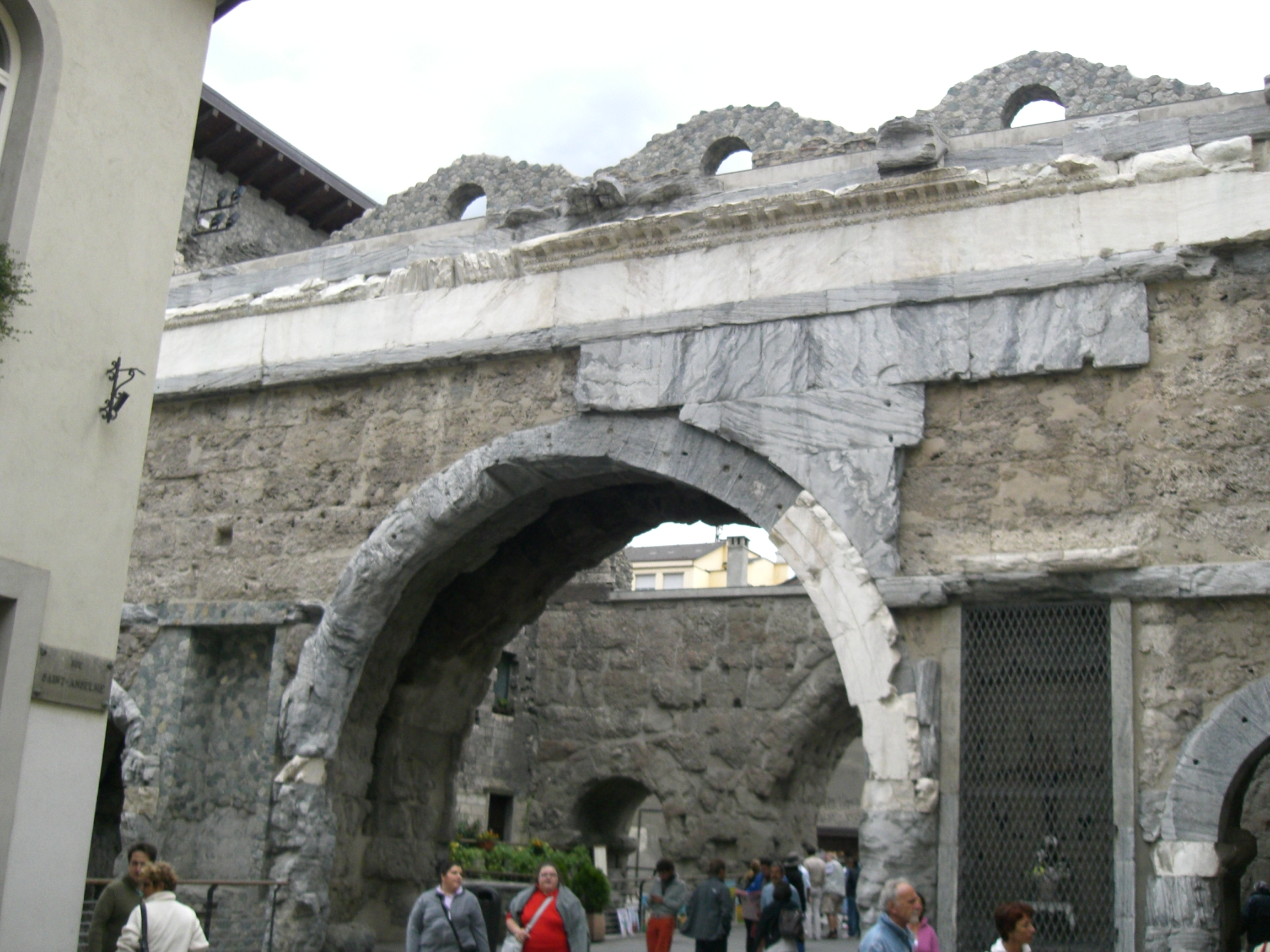
Vue d'ensemble de la Porte prétorienne.
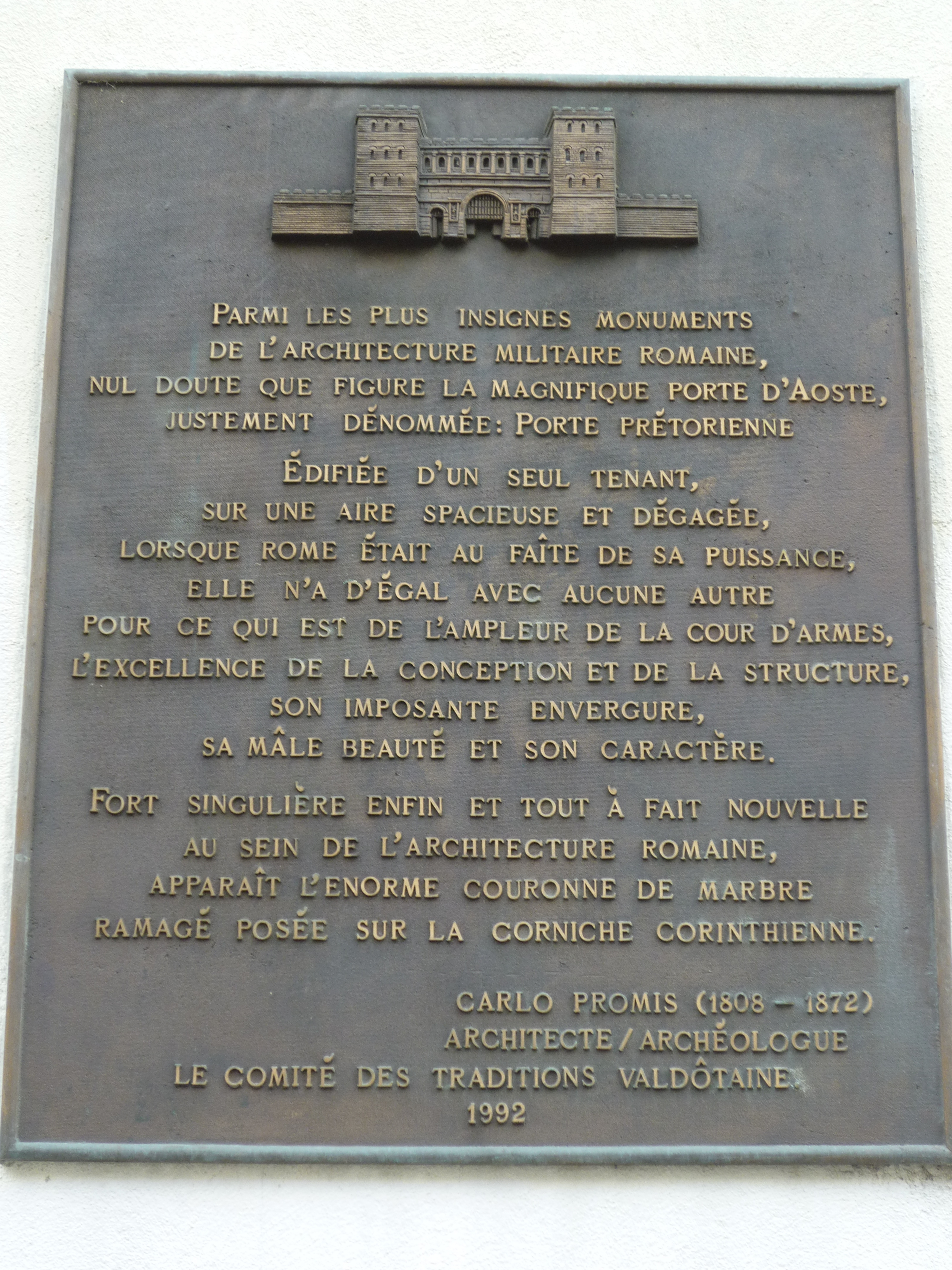
Plaque en honneur de la porte prétorienne.